# Davide Di Molfetta
Davide Di Molfetta, né le 23 juin 1996 à Sesto San Giovanni, est un footballeur italien. Il évolue au poste d'ailier à l'AC Prato, en prêt de l'AC Milan.

## Carrière

### En club
Davide Di Molfetta est prêté au Benevento Calcio lors de l'été 2015. Après dix matchs joués et durant le mercato d'hiver, il quitte le club et rejoint le Rimini FC en prêt pour la fin de saison. À l'été 2016, il est de nouveau prêté, à l'AC Prato pour un an cette fois-ci.

### En sélection
Di Molfetta est convoqué pour disputer l'Euro des moins de 17 ans en 2013. Lors de cette compétition, il ne dispute que la finale, perdue contre la Russie.

## Statistiques
| Saison                | Club                    | Championnat           | Championnat | Championnat | Coupe(s) nationale(s) | Coupe(s) nationale(s) | Coppa Lega Pro | Coppa Lega Pro | Total | Total |
| Saison                | Club                    | Division              | M.          | B.          | M.                    | B.                    | M.             | B.             | M.    | B.    |
| 2014-2015             | AC Milan                | Serie A               | 1           | 0           | 0                     | 0                     | -              | -              | 1     | 0     |
| 2015-2016             | Benevento Calcio (prêt) | Serie C               | 10          | 0           | 0                     | 0                     | 2              | 0              | 12    | 0     |
| 2015-2016             | Rimini FC (prêt)        | Serie C               | 13          | 0           | -                     | -                     | -              | -              | 13    | 0     |
| 2016-2017             | AC Prato (prêt)         | Serie C               | 38          | 2           | 0                     | 0                     | 3              | 0              | 41    | 2     |
| Total sur la carrière | Total sur la carrière   | Total sur la carrière | 62          | 2           | 0                     | 0                     | 5              | 0              | 67    | 2     |

## Palmarès
Il est finaliste de l'Euro des moins de 17 ans en 2013 avec l'équipe d'Italie.